# Elena Odriozola
Pour les articles homonymes, voir Odriozola.
Elena Odriozola, née le 27 novembre 1967 à Saint-Sébastien, est une illustratrice basque  spécialisée en illustrations dans la littérature pour enfant et jeunesse.

## Biographie
Elena Odriozola est née à Saint-Sébastien, dans la province espagnole du Guipuscoa.
La peinture est sa passion et elle est née dans une famille d'artistes : son père et son grand-père sont peintres. Enfant, elle adore déjà peindre et dessiner.
Après ses études en art et décoration, en 1989, elle commence à travailler dans une agence de publicité pendant 8 ans en faisant ses premiers pas dans le monde de l’illustration.
En 1995, elle publie son premier titre illustré, Agure jakagorria de l’auteur Jesus Mari Olaizola «Txiliku» chez l'éditeur basque Elkar. Depuis lors, elle a dépassé la centaine de titres illustrés publiés et traduits en plusieurs langues. En 1997, elle vit exclusivement de son travail d'illustration.
Elle obtient de nombreux grands prix graphiques pour ses ouvrages,, dont le prix Euskadi de littérature (illustration) en 2009 et 2013, le prix national d'illustration d'Espagne en 2015 et la Pomme d'Or de Bratislava à Biennale d'illustration de Bratislava la même année,.
Elle est lauréate du Grand Prix de Bratislava à la Biennale d'illustration de Bratislava en 2021.
En 2018, 2020 et 2022, elle est l'artiste sélectionnée pour représenter son pays, l'Espagne, pour le prix Hans-Christian-Andersen, dans la catégorie Illustration, prix international danois. Elle est finaliste en 2020.
En 2023, elle est sélectionnée pour la cinquième année d'affilée (depuis 2019) pour le prestigieux prix suédois, le Prix commémoratif Astrid-Lindgren.

## Technique d’illustration

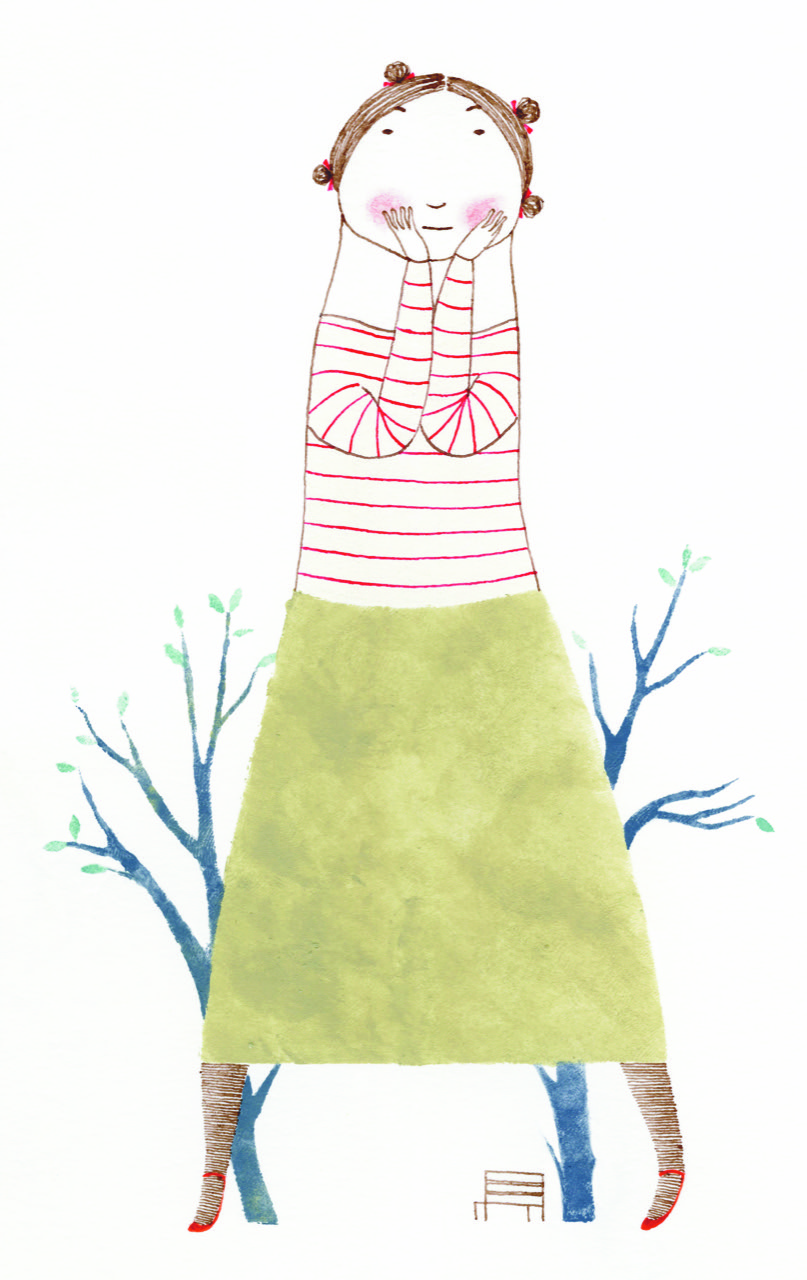
Illustration du personnage Iholdi, par Elena Odriozola.

En ce qui concerne la technique, Elena Odriozola utilise beaucoup l’acrylique. Ce sont des illustrations simples, avec des lignes bien définies et peu de couleurs. L’utilisation du crayon et du caoutchouc est courante. Récemment parmi les matériaux utilisés, la peinture acrylique et le papier sumi-e se démarquent, ainsi que le cutter.
Ses illustrations sont narratives et nous transmettent le point de vue et l’interprétation de l’auteur. Elle dessine d’une manière très personnelle et indubitable, transférant à ses personnages la sensibilité et l’innocence, non sans fermeté et force, c’est-à-dire son originalité. Sa principale compétence est qu’elle est capable de se réinventer tout en suivant un style très personnel et cohérent. Son travail a un grand potentiel narratif. Son style se caractérise principalement par son interprétation de chaque livre et ses illustrations qui racontent l’histoire.
Certains personnages sont hiératiques tandis que d’autres sont très rapides et dynamiques. Beaucoup de ses personnages sont des femmes, avec leurs noms apparaissant dans le titre de la pièce. Définissez les caractères avec leur propre style et marqués. Dans ses figures, l’amplitude du cou se démarque, une caractéristique qui est réaffirmée dans le cas des personnages enfants, qui sont à cou court, pour symboliser que lorsqu’ils grandissent, les anciens ont tendance à éloigner la tête du cœur.
Parmi ses auteurs de référence, on peut citer entre autres : Nathalie Parain, Wolf Erlbruch, Sempé, Arthur Rackham, Lisbeth Zwerger et Czechka. Selon ses propres mots,« je dessine pour moi-même [...] si vous faites ce que vous pensez qui se passe bien ».

## Œuvres

### Ouvrages illustrés par l'auteur
- Agure jakagorria. Jesus Mari Olaizola "Txiliku" / Elena Odriozola (Elkar, 1995).
- Ahatetxoa eta sahats negartia. Mariasun Landa / Elena Odriozola (Elkar, 1997).
- Zergatik ez du kantatzen txantxagorriak?. Xabier Mendiguren Elizegi / Elena Odriozola (Elkar, 1997).
- Amona, zure Iholdi. Mariasun Landa / Elena Odriozola (Kometa, 1998).
- Txoko txiki txukuna. Joxantonio Ormazabal /Elena Odriozola (Elkarlanean, 1998).
- Botoi bat bezala. Juan Kruz Igerabide / Elena Odriozola (Anaya, 1999).
- Ortzadarraren kantua. Jon Suárez Barrutia/ Elena Odriozola (Aizkorri, 1999).
- Zak zikoina. Joxe Mari Iturralde / Elena Odriozola (Elkar, 2000).
- Dindirri = Flick. Anjel Lertxundi / Elena Odriozola (Gara, 2000).
- Gorritxo eta Beltxiko. Joxantonio Ormazabal /Elena Odriozola (Elkar, 2000).
- Axa mixa zilarra. Jesus Mari Olaizola "Txiliku" / Elena Odriozola (Elkar, 2000).
- Kofi itsasora bidean. Javi Cillero Goiriastuena / Elena Odriozola (Elkar, 2001).
- Izar euria. Felipe Juaristi / Elena Odriozola (Elkar, 2001).
- Bihotza zubi. Joxantonio Ormazabal /Elena Odriozola (Elkar, 2001).
- Hosto gorri, hosto berde. Juan Kruz Igerabide / Elena Odriozola (Atenea, 2002).
- Roke izeneko comuna. Antton Dueso / Elena Odriozola (Aizkorri, 2002).
- Maiderren taupada bilduma. Maite González / Elena Odriozola (Alberdania, 2002).
- Marlene eta taxizapata. Mariasun Landa / Elena Odriozola (SM, 2002).
- Astoari konfiturak. Juan Luis Mugertza Unanue / Elena Odriozola (Aizkorri, 2002).
- Hiztegi jolastia. Joxantonio Ormazabal /Elena Odriozola (Elkar, 2002).
- Eta txorimaloa mintzatu zen. Ruben Ruiz / Elena Odriozola (Elkar, 2002).
- Paularen zazpi gauak. Patxi Zubizarreta / Elena Odriozola (Giltza, 2002).
- Usoa: Lehen kanpamendua. Patxi Zubizarreta / Elena Odriozola (Erein, 2002).
- Usoa; Zelatan. Patxi Zubizarreta / Elena Odriozola (Erein, 2002).
- Margarita. Ruben Dario / Elena Odriozola (Imaginarium, 2003).
- Bosniara nahi. Juan Kruz Igerabide / Elena Odriozola (Aizkorri, 2003).
- Amona basoan galdu zenekoa. Arantxa Iturbe / Elena Odriozola (Elkar, 2003).
- Haydn-en loroa. Felipe Juaristi / Elena Odriozola (Aizkorri, 2003).
- Euria. Daniel Nesquens / Elena Odriozola (Aizkorri, 2003).
- Eta txorimaloa mintzatu zen. Ruben Ruiz / Elena Odriozola (Aizkorri, 2003).
- Dindirri. Anjel Lertxundi / Elena Odriozola (SM, 2003).
- Osaba Bin Floren. Jesus Mari Olaizola "Txiliku" / Elena Odriozola (Elkar, 2003).
- Norak suhiltzaile izan nahi du. Arantxa Iturbe / Elena Odriozola (Elkarlanean, 2003).
- Zaldiko-maldikoan. Ana Urkiza / Elena Odriozola (Aizkorri, 2003).
- Usoa: bidaia kilikagarria. Patxi Zubizarreta / Elena Odriozola Erein, 2003.
- Usoa: karpeta morea. Patxi Zubizarreta / Elena Odriozola (Erein, 2003).
- Atxiki sekretua: sorginaren eskuliburua. Patxi Zubizarreta / Elena Odriozola (Elkar, 2004).
- Hiru lagun. Patxi Zubizarreta / Elena Odriozola (Ibaizabal, 2005).
- Gorputz osorako poemak. Juan Kruz Igerabide / Elena Odriozola (Aizkorri, 2005).
- Maitagarrien hiru ipuin. Gustavo Martín Garzo / Elena Odriozola (Elkar, 2005).
- Begira begira: tradizioaren leihotik. Batzuen artean / Elena Odriozola (Elkar, 2006).
- Nire hiriko poemak. Ana Urkiza / Elena Odriozola (Pamiela, 2006).
- Zaharrak berri, euriak. Elena Larreategi / Elena Odriozola (Gero, 2006).
- Ilunorduak eta argilaurdenak. Joxantonio Ormazabal /Elena Odriozola (Elkar, 2007).
- Marrazkitan blai. Daniel Nesquens / Elena Odriozola (Aizkorri, 2007).
- Furia. Patxi Zubizarreta / Elena Odriozola (Erein, 2007).
- Sekretuak belarrira. Ruben Ruiz / Elena Odriozola (Aizkorri, 2007).
- Kafka eta panpina bidaiaria. Jordi Serra i Fabra / Elena Odriozola (Elkar, 2008).
- Nire eskola. Jordi Serra i Fabra / Elena Odriozola (Erein, 2008).
- Ipuinen haria. Ferida Wolff eta Harreit May Savitz / Elena Odriozola (Ttarttalo, 2008).
- Amilami: laminen istoriak. Juan Kruz Igerabide / Elena Odriozola Elkar, 2008.
- Basoak badu sekretu bat. Javier Sobrino / Elena Odriozola (Txalaparta, 2009).
- Aharrausi printzesa. Carmen Gil / Elena Odriozola (Txalaparta, 2009).
- Printzesa begi-zulo. Juan Kruz Igerabide / Elena Odriozola (Elkar, 2009).
- Sasi guztien gainetik. Itziar Zubizarreta / Elena Odriozola (Galtzagorri Elkartea, 2010).
- Haizelami. Joxantonio Ormazabal /Elena Odriozola (Elkar, 2010).
- Eguberria: 24 ohitura, kantu eta istorio. Juan Kruz Igerabide / Elena Odriozola (Nerea, 2012).
- Haizea sahats artean. Keneth Grahame / Elena Odriozola (Erein, 2013).
- Ur: erori ez nahi duen tanta. Juan Kruz Igerabide / Elena Odriozola (Denonartean, 2014).
- Mundua baloi batean. Patxi Zubizarreta / Elena Odriozola (Elkar, 2014).
- Elsa eta paradisua. Mariasun Landa / Elena Odriozola (Giltza, 2015).
- Azken balada. Mariasun Landa / Elena Odriozola (Erein, 2016)

### Ouvrages traduits en français
Livres de littérature d'enfance et de jeunesse, illustrés par Elena Odriozola et traduits en français
- Les Secrets d’Iholdi Mariasun Landa (La Joie de lire, 2014)
- Le Fil d’Ariane, Javier Sobrino (Autrement, 2010)
- Un secret de la forêt, Javier Sobrino (OQO, 2009)
- Les Secrets d’Iholdi Mariasun Landa (La Joie de lire, 2009)
- La Princesse qui baillait sans cesse, Carmen Gil (OQO, 2007)
- La Colle de petits pois, Susan Chandler (Faribole, 2007)
- L’Histoire de Noé, Stephanie Rosenheim (Faribole, 2007)
- Dix amis, Inès Rosales (Saragosse Imaginarium, 2003)
- Marguerite, Rubén Dario (Saragosse Imaginarium, 2003)

### Ouvrages traduits en anglais
- Frankenstein or The Modern Prometheus = Spanish edition: Frankenstein, Nórdica, 2013)
- What I do with vegetable glue by Susan Chandler (Sky Pony Press, 2012)
- A woodland secret by Javier Sobrino (OQO; Perth : Roundabout [distributor], 2009)
- The story blanket by Ferida Wolff; Harriet May Savitz (Sky Pony Press, 2012)
- The story of Noah by Stephanie Rosenheim (Peachtree, 2008.)
- The Opposite by Tom MacRae (Peachtree, 2006)
- Supersonic tonic by Stephanie Rosenheim (Hamilton)

## Quelques prix et distinctions
- (international) « Honour List » 2006[13] de l' IBBY, catégorie Illustration, pour Atxiki sekretua
- Prix de l’illustration littéraire basque (2013 et 2009)
- Prix Junceda de l’illustration[1] (2014) pour Frankenstein
- (international) « Honour List » 2014[14] de l' IBBY, catégorie Illustration, pour Eguberria
- Prix national de l’illustration d’Espagne[1] (2015)
- Prix Mikel Zarate de littérature jeunesse (2015)
- Pomme d'Or de Bratislava[7] à Biennale d'illustration de Bratislava  2015 pour Frankenstein
- Sélection pour le Prix Hans-Christian-Andersen, dans la catégorie Illustration, 2018[4], 2020[5] et 2022[5]
- Finaliste du Prix Hans-Christian-Andersen 2020, dans la catégorie Illustration[5]
- Grand Prix de Bratislava à la Biennale d'illustration de Bratislava 2021[7] pour Sentimientos encontrados (Mixed Feelings)
- (international) « Honour List » 2022[15] de l' IBBY, catégorie Illustration, pour Etxean Barrena
- Sélection pour le Prix commémoratif Astrid-Lindgren durant cinq années d'affilée, de 2019 à 2023[9]